# One Night with the King
One Night with the King är en amerikansk film från 2006 i regi av Michael O. Sajbel.

## Handling
Filmen berättar om en judisk flicka som är uppväxt i Persien och sedan måste hon byta namn för att vara säker.

## Rollista
- Tiffany Dupont - Hadassah / Esther
- Luke Goss - Kung Xerxes
- John Noble  - Prins Admantha
- Omar Sharif - Prins Memucan
- John Rhys-Davies -  Mordecai
- Tommy "Tiny" Lister - Hegai
- James Callis - Haman
- Peter O'Toole - Samuel